# André Ventura
André Amaral Ventura, conegut com a André Ventura, (Algueirão, Portugal, 15 de gener de 1983) és un comentarista esportiu, polític i professor universitari portuguès. Actualment és diputat a l'Assemblea de la República Portuguesa i president del partit Chega!.

## Educació i joventut
Va freqüentar breument el Seminari de Penafirme, seminari menor del patriarcat de Lisboa, però no va continuar amb la formació eclesiàstica. Es va llicenciar en Dret per la Facultat de Dret de la Universitat Nova de Lisboa. El 2013 va defensar la seva tesi de doctorat en Dret Públic per la Facultat de Dret de la Universitat de Cork, a Irlanda, finançada per la Fundació per a la Ciència i Tecnologia. A la tesi criticava el «populisme penal» i «l'estigmatització de minories», revelant preocupació per «l'expansió dels poders policials».

## Carrera
Fa classes a la Universitat Nova de Lisboa i a la Universitat Autònoma de Lisboa. És comentarista de successos i esportiu al canal de televisió portuguès CMTV.
El juliol de 2016, després de l'atemptat de Niça (França), André Ventura va afirmar al Facebook defensar «la reducció dràstica de la presència islàmica a la Unió Europea»
En abril de 2017 va ser escollit pel PSD per a liderar la candidatura a la Càmera Municipal de Loures a les eleccions municipals, confrontant el candidat del PCP, Bernardino Sonis.
Durant la campanya electoral, va afirmar repudiar el suport de l'extrema-dreta. No obstant això, en el decurs de la mateixa campanya, André Ventura va fer diverses afirmacions polèmiques sobre la comunitat gitana del municipi de Loures. En aquest context va ser acusat per José Pinto Coelho de robar el discurs al PNR -un dels partits de l'extrema dreta tradicional portuguesa.
A 9 d'abril de 2019 va fundar el partit polític d'extrema dreta Chega!. El 12 d'abril de 2019 va crear la coalició Basta! per Eleccions Parlamentàries Europees de 2019. No aconseguint representació, la coalició va ser dissolta el 30 de juliol de 2019.
Va ser el cap de llista de Chega! a les eleccions legislatives portugueses de 2019. Va ser escollit diputat, l'únic del partit que ell mateix va fundar Afirma tenir posicions «liberals econòmicament, nacionalistes culturalment i conservadores en qüestions de costums».
El novembre de 2020 va ser multat amb més de 400 euros per discriminar les comunitats gitanes. El desembre del mateix any, va ser condemnat a pagar 3370 euros per discriminació ètnica i assetjament.
Ventura va defensar el moviment d'extrema dreta All Lives Matter, contraposat al moviment Black Lives Matter, després de la mort del ciutadà nord-americà George Floyd. També va organitzar manifestacions sota el lema "Portugal no és racista" en contraposició a les mobilitzacions del moviment afrodescendent.
El dia 8 de febrer de 2020, André Ventura va anunciar la seva candidatura a la presidència de la república per les eleccions de 2021.
El dia 30 de desembre de 2020 la candidatura de André Ventura va ser acceptada pel Tribunal Constitucional.